# 绍尔布伦
绍尔布伦是德国巴伐利亚州的一个市镇。总面积12.28平方公里，总人口919人，其中男性477人，女性442人（2011年12月31日），人口密度75人/平方公里。